# Танго-путаница
«Танго-путаница» (англ. Tango Tangles, альтернативные названия — Charlie’s Recreation / Music Hall) — короткометражный немой фильм с участием Чарли Чаплина. Премьера состоялась 9 марта 1914 года.

## Сюжет
Подвыпивший молодой человек является на танцы и вмешивается в спор двух музыкантов оркестра из-за девушки. Те отнюдь не рады появлению ещё одного соперника и вскоре затевают драку.

## В ролях
- Чарли Чаплин — подвыпивший танцор
- Форд Стерлинг — руководитель оркестра
- Роско Арбакл — кларнетист
- Минта Дёрфи — девушка
- Честер Конклин — гость в костюме полицейского
- Эдгар Кеннеди — служащий танцплощадки (нет в титрах)
- Эл Сент-Джон — гость в костюме осуждённого (нет в титрах)